# گلاینشتاتن
گلاینشتاتن (به آلمانی: Gleinstätten) یک منطقهٔ مسکونی در اتریش است که در لیبنیتس واقع شده‌است. گلاینشتاتن ۲۱٫۹ کیلومتر مربع مساحت دارد ۳۰۸ متر بالاتر از سطح دریا واقع شده‌است.